# Kongo (reka)
Kóngo (kongovsko Nzâdi Kôngo, francosko Fleuve Congo, portugalsko Rio Congo) je najdaljša reka v zahodni Srednji Afriki in s 4.700 km druga najdaljša reka Afrike (za Nilom). Reka s svojimi pritoki teče skozi drugi največji deževni pragozd na svetu, (mnogo) večji od njega je le Amazonski deževni gozd. Reka ima tudi drugi največji pretok na svetu (za Amazonko). Kongo je mejna reka med državama Demokratična republika Kongo in Republika Kongo, ki jima daje tudi ime. Med letoma 1971 in 1997 je vlada takratnega Zaira preimenovala reko Kongo v Zair.
Vodni viri, iz katerih se napaja Kongo, so višavja in gorovja Vzhodnoafriškega jarka, kot tudi Tanganjiško jezero in jezero Mweru, ki napaja reko Lualaba, ki pod Stanleyevimi slapovi postane reka Kongo.